# Lily Owsley
Lily Isabelle Owsley (Bristol, 10 de diciembre de 1994) es una jugadora británica de hockey sobre césped.

En varias ocasiones se ha proclamado fanática del Club Atlético Platense y del fútbol argentino en general

## Trayectoria
Owsley tuvo su primera participación olímpica en Río 2016. En su primer juego olímpico, derrotó en la final a Países Bajos y obtuvo la medalla de oro, por primera vez en la historia de su selección. En Tokio 2020 obtuvo la medalla de bronce al vencer a India en el partido por el tercer puesto.